# 蓮ノ空女学院スクールアイドルクラブ
- ラブライブ!シリーズ
  - ラブライブ!蓮ノ空女学院スクールアイドルクラブ > 蓮ノ空女学院スクールアイドルクラブ

『蓮ノ空女学院スクールアイドルクラブ』（はすのそらじょがくいんスクールアイドルクラブ）は、メディアミックス作品群『ラブライブ!蓮ノ空女学院スクールアイドルクラブ』に登場するスクールアイドル活動を目的とした架空の部活動、およびそれに所属するキャラクターの声を演じる声優達による実在の8人組女性声優ユニットの名称。
本項では声優ユニットとしての蓮ノ空女学院スクールアイドルクラブについて解説する。

## 概要
『ラブライブ!シリーズ』作品の『ラブライブ!蓮ノ空女学院スクールアイドルクラブ』（以下、『蓮ノ空』）の主役グループである、スクールアイドル「蓮ノ空女学院スクールアイドルクラブ」のメンバーを演じる声優ユニット。
これまでのラブライブ!シリーズの声優ユニット同様、リアルのイベントや各種配信を行う一方、『蓮ノ空』専用のゲーム&生配信アプリ『Link!Like!ラブライブ!』にて、バーチャルYouTuberのようにキャラクターの3Dモデルを用いてのリアルタイムのトーク・歌唱配信を日常的に行なっている。
なお、キャラクターとしては「スリーズブーケ」「DOLLCHESTRA」「みらくらぱーく！」「Edel Note」の4グループ（ユニット）に分かれて活動するスクールアイドルであるが、声優陣に関しては実質的に一つのグループとして活動しているため、本記事では便宜上、一つの声優ユニットとして取り扱う。

## 略歴
『蓮ノ空』では、現実の時間と作中の時間が同じ速度で進行している「リアルタイム」をコンセプトとしている。本項では、作中の蓮ノ空女学院の期を基準にわけて記述する。

### 2022年 - 2024年3月：103期
2022年2月28日発売の「LoveLive!Days」Vol.25および公式Twitterにて、新たなメンバーとキャストによる動画配信をメインとした「バーチャルスクールアイドル」のプロジェクトを2022年秋より展開することを発表され、10月16日にYouTubeで公開された映像で、メンバー6名の後ろ姿を描いたティザービジュアル、スクールアイドル名が「蓮ノ空女学院スクールアイドルクラブ」であること、アプリが2023年4月に配信予定であることが発表された。2023年1月30日にアプリのタイトルが『Link!Like!ラブライブ!』（以下、『リンクラ』）に決定したことが発表された。
2023年2月10日に、キャラクター6名およびキャスト、グループ内でのユニットの編成・名前が発表された。
3月29日、ミニアルバム『Dream Believers』でCDデビュー。4月15日にアプリ『リンクラ』がプレ配信され、翌5月20日に正式サービスを開始した。
5月2日、『蓮ノ空』公式YouTubeチャンネルにて、キャストによる単独番組「せーので！はすのそら！」の配信を開始した。
6月4日、初の本格的なライブイベントである「ラブライブ！蓮ノ空女学院スクールアイドルクラブ OPENING LIVE EVENT〜Bloom the Dream〜」を開催。同日、みらくらぱーく！の2人による単独ラジオ番組「かんかん＆こなちのみらくら待機室ラジオ」の配信を開始した。
6月29日、103期6月度Fes×Live（『リンクラ』内での歌唱をメインとしたリアルタイム配信）にて、グループ独自のファンネームが「蓮ノ空のこと好き好きクラブの皆さん」となることが決定した。
8月に『リンクラ』活動記録の作中においてみらくらぱーく！が結成されたことを受け、9月3日をもって「みらくら待機室ラジオ」が終了。翌週9月10日から「かんかん＆こなちのみらくら補習室ラジオ」にリニューアルされた。
9月20日、1stアルバム『夏めきペイン』が発売され、タイトル曲の作詞は指原莉乃が担当した。
10月21日からライブツアー「ラブライブ！蓮ノ空女学院スクールアイドルクラブ 1st Live Tour 〜RUN!CAN!FUN!〜」が11月26日にかけて全国3か所にて行われた。
12月9日・10日に東京ドームにて行われた「異次元フェス アイドルマスター・ラブライブ！歌合戦」に出演。2023年12月13日付のSpotifyの「Daily Viral Songs（Japan）」にて、『蓮ノ空』の楽曲3曲がTOP10入りした。
3月9日・10日、シリーズ合同イベント「LoveLive! Series Presents ユニット甲子園 2024」に出演。1日目では、みらくらぱーく！が選手宣誓を行った。

### 2024年4月 - 2025年3月：104期
4月7日、ラジオ内での補習授業の終了に伴い、「みらくら補習室ラジオ」が終了。
4月13日、アプリ『リンクラ』および公式YouTubeチャンネルのWith×MEETS（『リンクラ』内でのトークをメインとしたリアルタイム配信）にて、作中の蓮ノ空女学院スクールアイドルクラブに新入部員3名が入部したこと、クラブ内の各ユニットに新入部員が1名ずつ加入してそれぞれ3人体制となることが発表された。直後、公式サイトおよび公式Xにて、新入部員3名を演じる声優が櫻井陽菜（百生吟子 役）、葉山風花（徒町小鈴 役）、来栖りん（安養寺姫芽 役）であることと、3人が声優ユニットとしての蓮ノ空女学院スクールアイドルクラブに加入したことが発表された。
4月20日・21日、2ndライブツアー「ラブライブ！蓮ノ空女学院スクールアイドルクラブ 2nd Live Tour 〜Blooming with ○○○〜」千葉公演を開催。2024年3月31日までに展開した103期の出来事を再現するとともに、104期生3人をゲスト出演に迎え、9人で歌唱する「Dream Believers（104期ver.）」を初披露した。翌月5月18日・19日には2ndライブツアー兵庫公演を開催し、103期に加え、104期となってから開催されたFes×LIVEで披露された、104期生を加えた体制でのユニット曲や、新曲「365 days」を初披露した。また、4月21日に新たにメンバーとして加わった来栖りんを迎えたみらくらぱーく！3人による単独ラジオ番組「みらくら準備室ラジオ」の配信が開始された。
7月10日に発売された「声優グランプリ」2024年8月号で2度目の表紙を飾り、発売前に重版が決定した。
8月23日・24日、公開録音イベント「ラブライブ！蓮ノ空女学院スクールアイドルクラブ みらくらぱーく！ラジオ公開録音 ～夏の大補習まつり～」を開催。ゲストとしてスリーズブーケやDOLLCHESTRAを迎えながら「みらくら準備室ラジオ」で考案された企画の実施に加え、ライブパートで「以心☆電信」の104期Ver.や「マハラジャンボリー」が初披露された。
9月24日をもって「みらくら準備室ラジオ」が最終回を迎え、翌週10月6日から「かんかん＆りんりん＆こなこなのみらくら視聴覚室ラジオ」にリニューアルした。
11月16日・24日・12月1日、3rdライブツアー「ラブライブ！蓮ノ空女学院スクールアイドルクラブ 3rd Live Tour TRY TRI UNITY!!!」の各ユニット公演が開催。104期の各ユニットの出来事を振り返るとともに、1stミニアルバムに収録されていたユニット曲の104期ver.や、12月4日に発売された2ndユニットスプリットシングルの楽曲を初披露した。
12月21日・22日、ライブ＆ファンミーティングイベント「ラブライブ！蓮ノ空女学院スクールアイドルクラブ Live & Fan Meeting TRY TRY UNITY!!!」を開催。蓮ノ空としては初のファンミーティングイベントであり、ライブパートでは104期生の3人が歌唱する新曲「恥は人生のかきすて」を初披露した。
12月29日をもって「かんかん＆りんりん＆こなこなのみらくら視聴覚室ラジオ」が最終回を迎え、翌2025年1月19日から「かんかん＆りんりん＆こなこなのみらくら進路相談室ラジオ」にリニューアルした。
2025年1月10日・11日、3rdライブツアー最終公演「TRI TRI UNITY!!!」を開催。アンコールでは、前日までに『リンクラ』内で配信されたストーリーの続きとなる、ラブライブ！（作中でのスクールアイドルの大会）決勝の模様を初上演した。また、桂城泉役の進藤あまねがサプライズでステージに上がりパフォーマンスを行った。
2月1日・2日、「LoveLive! Series Asia Tour 2024 ～みんなで叶える物語～」の横浜公演に出演。ラブライブ!シリーズ合同のアジアツアーであったが、全5グループの中で唯一、横浜公演のみの出演となり、海外公演には出演しなかった。
3月、アプリ『リンクラ』において102期生が卒業。これに伴い、30日に最終回を迎えた「かんかん＆りんりん＆こなこなのみらくら進路相談室ラジオ」をもって月音こながパーソナリティから卒業した。

### 2025年4月 - ：105期
4月6日、菅と来栖によるラジオ番組「きまっし!!みらぱ！の部屋ラジオ」が配信開始。
4月10日、アプリ『リンクラ』および公式YouTubeチャンネルのWith×MEETSにて、作中の蓮ノ空女学院スクールアイドルクラブに、104期で登場したセラス・柳田・リリエンフェルトと桂城泉が新入部員として入部したことが発表された。翌日、配信番組「リンクラ生放送〜ようこそ105期 90分拡大SP〜」にて、セラス役の三宅美羽と泉役の進藤が出演し、2人が声優ユニットとしての蓮ノ空女学院スクールアイドルクラブに加入したことが正式に発表された。
4月22日、アプリ『リンクラ』内の活動記録において、セラスと泉がEdel Noteとして再結成、これにより、105期は2人体制×4ユニットとして始動した。
4月26日からライブイベント『ラブライブ！蓮ノ空女学院スクールアイドルクラブ 4th Live Dream ～Bloom, The Dream Believers～』が6月8日にかけて全国3か所にて行われた。4月26、27日の石川公演は作品の舞台となる石川県金沢市での、初のライブイベントとなった。6月7日・8日の102期生卒業公演（神奈川公演）を以て花宮・佐々木・月音の3人が卒業した。
8月14日、2025年大阪・関西万博のEXPOアリーナ「Matsuri」にてシリーズ合同ライブイベント『U-NEXT MUSIC FES LoveLive! Series EXPO 2025 STAGE ～Right now!～』が行われ、これが105期体制のメンバー全員が初めて出演したライブイベントとなった。

## メンバー
現時点の蓮ノ空女学院スクールアイドルクラブは、以下のメンバーで構成される。
作中設定上はユニット単位での活動を主とし、グループとしての活動はイレギュラーであるため、グループ全体のリーダーは不在だが、実質的（プロモーション的）には日野下花帆が代表の立場にある。そのため、声優ユニットとしては、花帆役の楡井希実が事実上のリーダーに相当する。
さらにミニユニット「スリーズブーケ」「DOLLCHESTRA」「みらくらぱーく！」「Edel Note」が存在し、各ユニット単独で活動することもある。詳しくは#派生ユニットを参照。
なお、キャラクターとしての102期生である乙宗梢、夕霧綴理、藤島慈は2025年3月末をもって蓮ノ空女学院を卒業し、担当声優の花宮初奈、佐々木琴子、月音こなは2025年4 - 6月に開催されるナンバリングライブ（4th Live）をもって卒業した。

### メンバー基本データ一覧
- 標準の順番は公式サイトの紹介順に基づく。クレジット(104)の欄でソートすると元の順序に戻る。
- 102期生の卒業前後でクレジット順が異なるため、クレジット順については104期と105期でそれぞれ併記する。
- 期生、誕生日、身長は関連作品の劇中におけるキャラクターのもの。
  - 作品内部の展開により、キャラクターが加齢・進級している。103期（2024年3月31日まで）において102期生は高校2年生、103期生は高校1年生。104期（2024年4月1日から）において102期生は高校3年生、103期生は高校2年生であり、102期生は2025年3月31日に卒業した。105期（2025年4月1日から）において103期生は高校3年生、104期生は高校2年生である。
- 102期生・103期生のイメージカラーの名称は2023年9月27日に、桂城泉を除く104期生のイメージカラーの名称は2024年10月3日に、リンクラアプリ内のスクールアイドルコネクトによる配信で決定した。
- 桂城泉を除く104期生は104期からスクールアイドルクラブに加入し、各ユニットへも104期から所属した。
- セラス・柳田・リリエンフェルトと桂城泉は105期からスクールアイドルクラブに加入し、瑞河時代に組んでいたユニットを再結成した。

| クレ ジット (104) | クレ ジット (105) | イメージカラー       | 名前/読み                                                                                 | 担当声優   | 期生    | 誕生日 | 身長  | 所属ユニット     |
| ----------------- | ----------------- | -------------------- | ----------------------------------------------------------------------------------------- | ---------- | ------- | ------ | ----- | ---------------- |
| 1                 | 1                 | おひさま色           | ひのした かほ 日野下 花帆                                                                 | 楡井希実   | 103期生 | 5/22   | 155cm | スリーズブーケ   |
| 2                 | 2                 | 氷青色               | むらの さやか 村野 さやか                                                                 | 野中ここな | 103期生 | 1/13   | 157cm | DOLLCHESTRA      |
| 3                 | 卒業              | マーメイドグリーン   | おとむね こずえ 乙宗 梢                                                                   | 花宮初奈   | 102期生 | 6/15   | 167cm | スリーズブーケ   |
| 4                 | 卒業              | ボクの赤             | ゆうぎり つづり 夕霧 綴理                                                                 | 佐々木琴子 | 102期生 | 11/17  | 171cm | DOLLCHESTRA      |
| 5                 | 3                 | 瑠璃ピンク           | おおさわ るりの 大沢 瑠璃乃                                                               | 菅叶和     | 103期生 | 8/31   | 151cm | みらくらぱーく！ |
| 6                 | 卒業              | エンジェルホワイト   | ふじしま めぐみ 藤島 慈                                                                   | 月音こな   | 102期生 | 12/20  | 160cm | みらくらぱーく！ |
| 7                 | 4                 | 天の原色             | ももせ ぎんこ 百生 吟子                                                                   | 櫻井陽菜   | 104期生 | 10/20  | 162cm | スリーズブーケ   |
| 8                 | 5                 | いちばん星色         | かちまち こすず 徒町 小鈴                                                                 | 葉山風花   | 104期生 | 2/28   | 152cm | DOLLCHESTRA      |
| 9                 | 6                 | シュガーパープル     | あんようじ ひめ 安養寺 姫芽                                                               | 来栖りん   | 104期生 | 9/24   | 160cm | みらくらぱーく！ |
| 入学前            | 7                 | ライズスカーレット   | せらす やなぎだ りりえんふぇると Ceras Yanagida Lilienfeld セラス・柳田・リリエンフェルト | 三宅美羽   | 105期生 | 6/26   | 153cm | Edel Note        |
| 転入前            | 8                 | シュヴァリエグリーン | かつらぎ いずみ 桂城 泉                                                                   | 進藤あまね | 104期生 | 12/1   | 170cm | Edel Note        |

## 派生ユニット
4グループ、各2人からなるミニユニット。
グループ活動またはソロ活動を「主」とする他のラブライブ!シリーズ作品においてミニユニットは「従」の立場であったが、『蓮ノ空』ではユニット活動が「主」とされる。その方針から、他のシリーズとは異なり、ユニットメンバー編成およびユニット名を決める読者参加企画は行われず、プロジェクトラブライブ！によって事前に決められ、2023年2月10日のお披露目放送で公開された。他にも本作独自の要素として、全員で歌う楽曲より派生ユニットで歌う楽曲が多い点が挙げられる。
本派生ユニットの特徴として、各ユニットごとに専属の作詞者がいる。
以下、各ユニットの詳細を記す。メンバー名の後には、丸括弧にて、ユニットに所属していた時期を記す。

### スリーズブーケ
- メンバー：楡井希実、櫻井陽菜（104期から）、花宮初奈（104期まで）

ユニット名である「スリーズブーケ」は、フランス語で「さくらんぼ色の花束」を意味する。伝統曲として「Reflection in the mirror」「素顔のピクセル」がある。
本ユニットの楽曲は、例外を除いてケリーが作詞している。

### DOLLCHESTRA
- 読み：ドルケストラ
- メンバー：野中ここな、葉山風花（104期から）、佐々木琴子（104期まで）

コンセプトは、等身大の感情・世界観をステージ上で表現することである。
ユニット名は「ドール」(Doll)と「オーケストラ」(Orchestra)を組みあわせたものである。伝統曲として「Sparkly Spot」「Mirage Voyage」がある。
本ユニットの楽曲は、例外を除いてTATSUNEが作詞している。

### みらくらぱーく！
- メンバー：菅叶和、来栖りん（104期から）、月音こな（104期まで）

コンセプトは「何でもありのユニット」と、月音がインタビューで語っている。
ユニット名は「ミラクル」と「クラクラ」と「パーク」を組みあわせた造語である。伝統曲として「アイデンティティ」がある。
本ユニットの楽曲は、例外を除いてろさが作詞している。

### Edel Note
- 読み：エーデル ノート
- メンバー：三宅美羽、進藤あまね

105期にて瑞河から編入した2人によって再結成されたユニット。105期の再結成時点では1年間限定のユニットとしている。
ユニット名はドイツ語（Edel）と英語（Note）の組み合わせで、「高貴な音」という意味を持たせたものである。
本ユニットの楽曲は、例外を除いてSkipjackが作詞（一部作曲）している。

## 作品

### シングル

#### ナンバリングシングル
|     | 発売日        | タイトル                          | アーティスト名                     | 規格品番   | 最高位 |
| --- | ------------- | --------------------------------- | ---------------------------------- | ---------- | ------ |
| 1st | 2024年1月17日 | Link to the FUTURE                | 蓮ノ空女学院スクールアイドルクラブ | LACM-24468 | 4位    |
| 2nd | 2024年4月3日  | 抱きしめる花びら                  | 蓮ノ空女学院スクールアイドルクラブ | LACM-24527 | 4位    |
| 3rd | 2024年7月17日 | Bloom the smile, Bloom the dream! | 蓮ノ空女学院スクールアイドルクラブ | LACM-24571 | 3位    |
| 4th | 2025年2月5日  | KEY of Like!                      | 蓮ノ空女学院スクールアイドルクラブ | LACM-24652 | 2位    |
| 5th | 2025年2月26日 | AURORA FLOWER                     | 蓮ノ空女学院スクールアイドルクラブ | LACM-24659 | 7位    |
| 6th | 2025年4月9日  | いつでも、いつまでも              | 蓮ノ空女学院スクールアイドルクラブ | LACM-24685 | 7位    |
| 7th | 2025年7月9日  | アイドゥーミー!                   | 蓮ノ空女学院スクールアイドルクラブ | LACM-24697 | TBA    |

#### ユニットシングル
|     | 発売日         | タイトル                 | アーティスト名 | 規格品番   | 最高位 |
| --- | -------------- | ------------------------ | -------------- | ---------- | ------ |
| 1st | 2023年4月26日  | Reflection in the mirror | スリーズブーケ | LACM-24371 | 18位   |
| 2nd | 2023年8月9日   | 眩耀夜行                 | スリーズブーケ | LACM-24408 | 9位    |
| 3rd | 2023年11月15日 | 素顔のピクセル           | スリーズブーケ | LACM-24456 | 12位   |
| 4th | 2024年9月4日   | 月夜見海月               | スリーズブーケ | LACM-24625 | 3位    |
| 5th | 2025年3月19日  | ユメワズライ             | スリーズブーケ | LACM-24668 | 6位    |

|     | 発売日         | タイトル      | アーティスト名 | 規格品番   | 最高位 |
| --- | -------------- | ------------- | -------------- | ---------- | ------ |
| 1st | 2023年4月26日  | Sparkly Spot  | DOLLCHESTRA    | LACM-24372 | 19位   |
| 2nd | 2023年8月9日   | Mirage Voyage | DOLLCHESTRA    | LACM-24409 | 13位   |
| 3rd | 2023年11月22日 | Take It Over  | DOLLCHESTRA    | LACM-24457 | 10位   |
| 4th | 2024年9月11日  | Proof         | DOLLCHESTRA    | LACM-24626 | 7位    |
| 5th | 2025年3月19日  | COMPASS       | DOLLCHESTRA    | LACM-24669 | 7位    |

|     | 発売日         | タイトル          | アーティスト名   | 規格品番   | 最高位 |
| --- | -------------- | ----------------- | ---------------- | ---------- | ------ |
| 1st | 2023年11月29日 | アイデンティティ  | みらくらぱーく！ | LACM-24458 | 12位   |
| 2nd | 2024年3月27日  | 以心☆電信         | みらくらぱーく！ | LACM-24523 | 3位    |
| 3rd | 2024年10月2日  | ファンファーレ!!! | みらくらぱーく！ | LACM-24577 | 4位    |
| 4th | 2025年3月19日  | 全方位キュン♡     | みらくらぱーく！ | LACM-24670 | 4位    |

|     | 発売日        | タイトル    | 規格品番   | 最高位 |
| --- | ------------- | ----------- | ---------- | ------ |
| 1st | 2025年5月21日 | Retrofuture | LACM-24689 | 11位   |

#### ユニットスプリットシングル
|     | 発売日        | タイトル                                                          | アーティスト名                                                | 規格品番                       | 最高位 |
| --- | ------------- | ----------------------------------------------------------------- | ------------------------------------------------------------- | ------------------------------ | ------ |
| 1st | 2023年6月14日 | Holiday∞Holiday / Tragic Drops                                    | - スリーズブーケ - DOLLCHESTRA                                | LACM-24391（スリーズブーケ盤） | 7位    |
| 1st | 2023年6月14日 | Holiday∞Holiday / Tragic Drops                                    | - スリーズブーケ - DOLLCHESTRA                                | LACM-24392（DOLLCHESTRA盤）    | 7位    |
| 2nd | 2024年2月14日 | Special Thanks / 青とシャボン / ミルク                            | - スリーズブーケ - DOLLCHESTRA - みらくらぱーく！             | LACM-24512                     | 3位    |
| 3rd | 2024年12月4日 | ハナムスビ / バアドケージ / ジョーショーキリュー                  | - スリーズブーケ - DOLLCHESTRA - みらくらぱーく！             | LACM-24639                     | 10位   |
| 4th | 2025年7月2日  | 37.5℃のファンタジー / アイマイメーデー / BLAST!! / 十六夜セレーネ | - スリーズブーケ - DOLLCHESTRA - みらくらぱーく！ - Edel Note | LACM-24696                     | 5位    |

#### その他シングル
|                                      | 発売日        | タイトル                                        | アーティスト名                                                | 規格品番   | 最高位 |
| ------------------------------------ | ------------- | ----------------------------------------------- | ------------------------------------------------------------- | ---------- | ------ |
| シャッフルユニットスプリットシングル | 2024年3月20日 | Colorfulness/ハッピー至上主義!/Pleasure Feather | - るりのとゆかいなつづりたち - かほめぐ♡じぇらーと - 蓮ノ休日 | LACM-24505 | 5位    |

#### ラブライブ!シリーズ合同楽曲
|                                            | 発売日                                      | タイトル        | アーティスト名 | 規格品番   | 最高位 |
| ------------------------------------------ | ------------------------------------------- | --------------- | --- | ---------- | ------ |
| アイマス・ラブライブ合同ライブテーマソング | - 2023年11月8日（先行配信） - 2023年12月6日 | 異次元★♥BIGBANG | - 島村卯月（大橋彩香） - 最上静香（田所あずさ） - 月岡恋鐘（礒部花凜） - 高海千歌（伊波杏樹） - 上原歩夢（大西亜玖璃） - 澁谷かのん（伊達さゆり） - 日野下花帆（楡井希実） | LACM-24470 | 5位    |
| アジアツアーテーマソング                   | 2024年9月20日                               | Bring the LOVE! | - 渡辺曜（斉藤朱夏） - 上原歩夢（大西亜玖璃） - 澁谷かのん（伊達さゆり） - 日野下花帆（楡井希実） - 高坂穂乃果（新田恵海）                                                 | LACM-24630 | 5位    |

### アルバム

#### ナンバリングアルバム
|     | 発売日        | タイトル     | アーティスト名                     | 規格品番   | 最高位 |
| --- | ------------- | ------------ | ---------------------------------- | ---------- | ------ |
| 1st | 2023年9月20日 | 夏めきペイン | 蓮ノ空女学院スクールアイドルクラブ | LACA-25071 | 7位    |

#### ミニアルバム
|     | 発売日        | タイトル                     | アーティスト名                     | 規格品番   | 最高位 |
| --- | ------------- | ---------------------------- | ---------------------------------- | ---------- | ------ |
| 1st | 2023年3月29日 | Dream Believers              | 蓮ノ空女学院スクールアイドルクラブ | LACA-25045 | 5位    |
| 2nd | 2024年4月17日 | Dream Believers (104期 Ver.) | 蓮ノ空女学院スクールアイドルクラブ | LACA-25089 | 5位    |
| 3rd | 2025年4月30日 | Dream Believers (105期 Ver.) | 蓮ノ空女学院スクールアイドルクラブ | LACA-25154 | 5位    |

#### その他アルバム
|                                                           | 発売日        | タイトル                                | アーティスト名                     | 規格品番                   | 最高位 |
| --------------------------------------------------------- | ------------- | --------------------------------------- | ---------------------------------- | -------------------------- | ------ |
| SPECIALアルバム                                           | 2025年3月26日 | おいでよ！石川大観光                    | 蓮ノ空女学院スクールアイドルクラブ | LACA-25149                 | 3位    |
| 蓮ノ空女学院スクールアイドルクラブ 102nd Graduation Album | 2025年6月4日  | ～Star Sign Memories～ Otomune Kozue    | 乙宗梢（CV.花宮初奈）              | LACA-39123/4（初回限定盤） | 5位    |
| 蓮ノ空女学院スクールアイドルクラブ 102nd Graduation Album | 2025年6月4日  | ～Star Sign Memories～ Otomune Kozue    | 乙宗梢（CV.花宮初奈）              | LACA-19123/4（通常盤）     | 5位    |
| 蓮ノ空女学院スクールアイドルクラブ 102nd Graduation Album | 2025年6月4日  | ～Star Sign Memories～ Yugiri Tsuzuri   | 夕霧綴理（CV.佐々木琴子）          | LACA-39125/6（初回限定盤） | 9位    |
| 蓮ノ空女学院スクールアイドルクラブ 102nd Graduation Album | 2025年6月4日  | ～Star Sign Memories～ Yugiri Tsuzuri   | 夕霧綴理（CV.佐々木琴子）          | LACA-19125/6（通常盤）     | 9位    |
| 蓮ノ空女学院スクールアイドルクラブ 102nd Graduation Album | 2025年6月4日  | ～Star Sign Memories～ Fujishima Megumi | 藤島慈（CV.月音こな）              | LACA-39127/8（初回限定盤） | 7位    |
| 蓮ノ空女学院スクールアイドルクラブ 102nd Graduation Album | 2025年6月4日  | ～Star Sign Memories～ Fujishima Megumi | 藤島慈（CV.月音こな）              | LACA-19127/8（通常盤）     | 7位    |

#### 配信限定アルバム
|                  | 発売日        | タイトル                                            | アーティスト名                     | 規格品番  |
| ---------------- | ------------- | --------------------------------------------------- | ---------------------------------- | --------- |
| 配信限定アルバム | 2025年5月20日 | 蓮ノ空女学院スクールアイドルクラブ 104th Collection | 蓮ノ空女学院スクールアイドルクラブ | LZC-130/3 |

### 映像作品
| 発売日         | タイトル                                                                                                | アーティスト名                     | 規格品番    | 最高位 |
| -------------- | --- | ---------------------------------- | ----------- | ------ |
| 2024年10月16日 | ラブライブ！蓮ノ空女学院スクールアイドルクラブ 1st Live Tour ～RUN！CAN！FUN！～ Blu-ray Memorial BOX   | 蓮ノ空女学院スクールアイドルクラブ | LABX-8840/4 | 5位    |
| 2025年4月23日  | ラブライブ！蓮ノ空女学院スクールアイドルクラブ 2nd Live Tour 〜Blooming with ○○○〜 Blu-ray Memorial BOX | 蓮ノ空女学院スクールアイドルクラブ | LABX-8890/3 | 9位    |

## 出演番組

### インターネットテレビ番組（公式放送）
YouTubeにて配信されている。
| 放送日   | タイトル                                                                                               | 出演者                             |
| 2023年   | 2023年                                                                                                 | 2023年                             |
| -------- | --- | ---------------------------------- |
| 2月10日  | メンバー＆キャストお披露目！ 蓮ノ空女学院スクールアイドルクラブ 新情報発表会！                         | 蓮ノ空女学院スクールアイドルクラブ |
| 4月2日   | 蓮ノ空YouTube特別配信！                                                                                | 蓮ノ空女学院スクールアイドルクラブ |
| 5月26日  | #リンクラ生放送 〜正式リリース版お待たせ！みんなで遊んじゃおうSP〜                                     | 蓮ノ空女学院スクールアイドルクラブ |
| 6月18日  | #リンクラ生放送 〜Holidayなくてもココロはフラワー！SP〜                                                | 蓮ノ空女学院スクールアイドルクラブ |
| 7月20日  | #リンクラ生放送 〜いよいよ夏本番！アツアツハートでLOVELIVE！SP〜                                       | 蓮ノ空女学院スクールアイドルクラブ |
| 8月26日  | #リンクラ生放送 〜この夏一番熱いFes×LIVE!! 直前SP〜                                                    | 蓮ノ空女学院スクールアイドルクラブ |
| 10月8日  | #リンクラ生放送 〜1st Live Tour開催直前！残暑に負けずにみんなでParty!!〜                               | 蓮ノ空女学院スクールアイドルクラブ |
| 11月12日 | #リンクラ生放送 〜ハーフアニバーサリー直前！秋の夜長に蓮ノ空三昧〜                                     | 蓮ノ空女学院スクールアイドルクラブ |
| 12月23日 | #リンクラ生放送 〜あといくつ寝るとクリスマス！2023年もうちょっとよろしく！SP〜                         | 蓮ノ空女学院スクールアイドルクラブ |
| 2024年   | |                                    |
| 2月18日  | #リンクラ生放送 〜リンクラびっくり新情報発表！！チョコっとレイトなバレンタインSP〜                     | 花宮を除く103期体制メンバー5名     |
| 3月17日  | #リンクラ生放送 〜蓮華祭ビフォアパーティー!!アップデート情報も!?〜                                     | 蓮ノ空女学院スクールアイドルクラブ |
| 4月14日  | 104期 リンクラ生放送〜ようこそ104期春の90分拡大SP〜                                                    | 蓮ノ空女学院スクールアイドルクラブ |
| 5月26日  | #リンクラ生放送 ～1周年ありがとう！2ndライブの振り返りも！～                                           | 蓮ノ空女学院スクールアイドルクラブ |
| 7月28日  | #リンクラ生放送 ～Fes×LIVE直前！今年も熱い蓮の夏！～                                                   | 蓮ノ空女学院スクールアイドルクラブ |
| 9月4日   | #リンクラ生放送 〜残暑お見舞い申し上げます！今日はおたよりたっぷりSP☆                                  | 蓮ノ空女学院スクールアイドルクラブ |
| 10月6日  | #リンクラ生放送 今年もラブライブ！大会開幕！せーのでPARTY！～                                          | 菅を除く104期体制メンバー8名       |
| 10月27日 | ラブライブ！シリーズ オフィシャルカードゲーム 新情報発表会                                             | 楡井希実、櫻井陽菜                 |
| 2025年   | |                                    |
| 1月22日  | #リンクラ生放送 ～決勝大会プレーオフ直前！スペシャル～                                                 | 蓮ノ空女学院スクールアイドルクラブ |
| 2月8日   | ラブカ発売記念生放送                                                                                   | 楡井希実、月音こな                 |
| 3月16日  | #リンクラ生放送 ～蓮華祭直前スペシャル～                                                               | 蓮ノ空女学院スクールアイドルクラブ |
| 4月11日  | #リンクラ生放送 ～ようこそ105期 90分拡大SP～                                                           | 蓮ノ空女学院スクールアイドルクラブ |
| 5月18日  | #リンクラ生放送 〜2周年ありがとう！スクールアイドルショウのリリース日も発表するよ 90分拡大スペシャル〜 | 蓮ノ空女学院スクールアイドルクラブ |
| 7月23日  | #リンクラ生放送 〜猛暑到来！ライグラ＆水分補給は忘れずに！スペシャル〜                                 | 蓮ノ空女学院スクールアイドルクラブ |

#### せーので！はすのそら
事前収録の単独番組。通称「せーはす」。おおむね金曜日に配信される。
出演メンバーがゲームや料理、スポーツに挑戦するといったバラエティー番組のような内容。スタジオ収録だけでなく、外部の施設や、作品の舞台である石川県でのロケを行なうこともある。
103期（2023年度）においては、「ステップ」と呼ばれる目標が存在し、全動画の累計再生回数が一定の数を突破すると番組オリジナルの楽曲制作などのご褒美が発生し、また次のステップ（目標）とご褒美が設定される。前半ではコーナーロゴの製作、後半ではテーマソングの製作がご褒美となり、それぞれ達成された。
104期（2024年度）においては、毎回ユニットごとにミニゲームを行い、年間で高い得点を得たユニットが、年度末の石川県ロケにてより豪華な内容を得られるというもので、1位はスリーズブーケ、2位はDOLLCHESTRA、3位はみらくらぱーく！となった。
105期（2025年度）からは、配信する『蓮ノ空』公式チャンネル自体にメンバーシップが実装され、会員限定の動画として、「せーはす」本編のおまけ動画が配信されるようになった。

### Webラジオ

#### みらくらラジオ
蓮ノ空女学院スクールアイドルクラブ公式YouTubeチャンネルで配信されている、みらくらぱーく！がパーソナリティを担当しているWebラジオ番組。毎週日曜12時に更新。不定期に番組名やパーソナリティをリニューアルしている。また月に1回、「出席確認」と言われるアンケートを実施しており、回答すると『リンクラ』内で使用できるステッカーを贈呈される。
かんかん＆こなちのみらくら待機室ラジオ
2023年6月4日から9月3日まで配信。パーソナリティは菅と月音。タイトル由来は、『リンクラ』上でみらくらぱーく！が結成されておらず、待機状態であったため。
第7回のみ瑠璃乃が『リンクラ』上で蓮ノ空に合流、「月音が菅に置いてかれた」という設定により、「こなちのみらくら待機室ラジオ」として配信された。
かんかん＆こなちのみらくら補習室ラジオ
2023年9月10日から2024年4月7日まで配信。パーソナリティは引き続き菅と月音。タイトル由来は、ゲストからスクールアイドルとして成長するため色々なことを学ぶことから。当初は『蓮ノ空』キャストがゲスト出演していたが、11月12日の放送よりラブライブ!シリーズの他作品のキャストが出演するようになった。また番組内でミッションをクリアした結果、シングルCD「以心☆電信」をリリースした他、公開録音イベントの開催が決定した。
みらくら準備室ラジオ
2024年4月21日から9月29日まで配信。104期に合わせて再リニューアルされ、安養寺姫芽役の来栖りんがパーソナリティに追加された。タイトル由来は、2024年夏の公開録音イベントの準備をすることから。前2番組のタイトルでは存在した、パーソナリティを示す文言はなくなったが、番組内ではタイトルコールの前に「かんかん＆りんりん＆こなこな」と言っていた。
かんかん＆りんりん＆こなこなのみらくら視聴覚室ラジオ
2024年10月6日から12月29日まで配信。パーソナリティは引き続き菅と月音と来栖。前番組ではなくなったパーソナリティを示す文言が復活した。
「視聴覚室」というタイトルに合わせ、番組内で『蓮ノ空』関連の動画をパーソナリティが視聴し、コメントするというコーナーが主となっている。視聴者も同じ動画を同じタイミングで視聴することで、オーディオコメンタリー風に楽しむことができる。
かんかん＆りんりん＆こなこなのみらくら進路相談室ラジオ
2025年1月19日から3月30日まで配信。パーソナリティは引き続き菅と月音と来栖。
2025年3月30日配信の第11回（最終回）をもって月音はラジオから卒業することが、同年3月16日配信の第9回で発表された。
かんかん＆りんりんのきまっし!!みらぱ！の部屋ラジオ
2025年4月6日から配信。パーソナリティは菅と来栖。
ラジオ内でシャッフルユニット企画が発表され、第17回より菅・野中・葉山・三宅による「るりちーむ（仮）」と来栖・楡井・櫻井・進藤による「ひめちーむ（仮）」に分かれて進行している。
| #                                                      | 配信日                                 | パーソナリティ                         | ゲスト                                                        | 備考                                                      |
| かんかん＆こなちのみらくら待機室ラジオ                 | かんかん＆こなちのみらくら待機室ラジオ | かんかん＆こなちのみらくら待機室ラジオ | かんかん＆こなちのみらくら待機室ラジオ                        | かんかん＆こなちのみらくら待機室ラジオ                    |
| ------------------------------------------------------ | -------------------------------------- | -------------------------------------- | ------------------------------------------------------------- | --------------------------------------------------------- |
| 1 - 14                                                 | 2023年6月4日 - 2023年9月3日            | 菅叶和、月音こな                       | なし                                                          | 第7回のみ菅が不在で進行                                   |
| かんかん＆こなちのみらくら補習室ラジオ                 |                                        |                                        |                                                               |                                                           |
| 1                                                      | 2023年9月10日                          | 菅叶和、月音こな                       | なし                                                          |                                                           |
| 2 - 3                                                  | 2023年9月17日 - 2023年9月24日          | 菅叶和、月音こな                       | 楡井希実                                                      |                                                           |
| 4 - 5                                                  | 2023年10月1日 - 2023年10月8日          | 菅叶和、月音こな                       | 野中ここな                                                    |                                                           |
| 6 - 7                                                  | 2023年10月15日 - 2023年10月22日        | 菅叶和、月音こな                       | 花宮初奈                                                      |                                                           |
| 8 - 9                                                  | 2023年10月29日 - 2023年11月5日         | 菅叶和、月音こな                       | 佐々木琴子                                                    |                                                           |
| 10 - 11                                                | 2023年11月12日 - 2023年11月19日        | 菅叶和、月音こな                       | 降幡愛（Aqours・黒澤ルビィ 役）                               |                                                           |
| 12 - 13                                                | 2023年11月26日 - 2023年12月3日         | 菅叶和、月音こな                       | 内田秀（虹ヶ咲学園スクールアイドル同好会・ミア・テイラー 役） |                                                           |
| 14 - 15                                                | 2023年12月10日 - 2023年12月17日        | 菅叶和、月音こな                       | スリーズブーケ                                                |                                                           |
| 16 - 17                                                | 2023年12月24日 - 2023年12月31日        | 菅叶和、月音こな                       | DOLLCHESTRA                                                   |                                                           |
| 18 - 19                                                | 2024年1月7日 - 2024年1月14日           | 菅叶和、月音こな                       | なし                                                          |                                                           |
| 20 - 21                                                | 2024年1月21日 - 2024年1月28日          | 菅叶和、月音こな                       | 小林愛香（Aqours・津島善子 役）                               |                                                           |
| 22 - 23                                                | 2024年2月4日 - 2024年2月11日           | 菅叶和、月音こな                       | 大西亜玖璃（虹ヶ咲学園スクールアイドル同好会・上原歩夢 役）   |                                                           |
| 24                                                     | 2024年2月18日                          | 菅叶和、月音こな                       | 新田恵海（μ's・高坂穂乃果 役）                                |                                                           |
| 25                                                     | 2024年2月25日                          | 菅叶和、月音こな                       | なし                                                          |                                                           |
| 26 - 27                                                | 2024年3月3日 - 2024年3月10日           | 菅叶和、月音こな                       | 大熊和奏（Liella!・若菜四季 役）                              |                                                           |
| 28                                                     | 2024年3月17日                          | 菅叶和、月音こな                       | なし                                                          |                                                           |
| 29                                                     | 2024年3月24日                          | 菅叶和、月音こな                       | 石川ゆみ（コレオグラファー）                                  |                                                           |
| 30 - 31                                                | 2024年3月31日 - 2024年4月7日           | 菅叶和、月音こな                       | なし                                                          |                                                           |
| みらくら準備室ラジオ                                   |                                        |                                        |                                                               |                                                           |
| 1 - 2                                                  | 2024年4月21日 - 2024年4月28日          | 菅叶和、月音こな、来栖りん             | なし                                                          |                                                           |
| 3 - 4                                                  | 2024年5月5日 - 2024年5月12日           | 菅叶和、月音こな、来栖りん             | 櫻井陽菜                                                      |                                                           |
| 5 - 6                                                  | 2024年5月19日 - 2024年5月26日          | 菅叶和、月音こな、来栖りん             | 葉山風花                                                      |                                                           |
| 7 - 8                                                  | 2024年6月2日 - 2024年6月9日            | 菅叶和、月音こな、来栖りん             | 花宮初奈                                                      |                                                           |
| 9 - 10                                                 | 2024年6月16日 - 2024年6月23日          | 菅叶和、月音こな、来栖りん             | 佐々木琴子                                                    |                                                           |
| 11 - 12                                                | 2024年6月30日 - 2024年7月7日           | 菅叶和、月音こな                       | 楡井希実                                                      | 来栖は体調不良のため欠席                                  |
| 13 - 14                                                | 2024年7月14日 - 2024年7月21日          | 菅叶和、来栖りん                       | 野中ここな                                                    | 月音は体調不良のため欠席                                  |
| 15 - 16                                                | 2024年7月28日 - 2024年8月4日           | 菅叶和、月音こな、来栖りん             | 斉藤朱夏（Aqours・渡辺曜 役）                                 |                                                           |
| 17 - 19                                                | 2024年8月11日 - 2024年8月25日          | 菅叶和、月音こな、来栖りん             | なし                                                          |                                                           |
| 20                                                     | 2024年9月1日                           | 菅叶和、月音こな、来栖りん             | スリーズブーケ                                                | 8月23日に行われた公開録音イベントの模様を配信             |
| 21                                                     | 2024年9月8日                           | 菅叶和、月音こな、来栖りん             | DOLLCHESTRA                                                   | 8月24日に行われた公開録音イベント昼公演の模様を配信       |
| 22                                                     | 2024年9月15日                          | 菅叶和、月音こな、来栖りん             | なし                                                          | 8月24日に行われた公開録音イベント夜公演の模様を配信       |
| 23 - 24                                                | 2024年9月22日 - 2024年9月29日          | 菅叶和、月音こな、来栖りん             | なし                                                          |                                                           |
| かんかん＆りんりん＆こなこなのみらくら視聴覚室ラジオ   |                                        |                                        |                                                               |                                                           |
| 1 - 5                                                  | 2024年10月6日 - 2024年11月3日          | 月音こな、来栖りん                     | なし                                                          | 菅は欠席                                                  |
| 6 - 7                                                  | 2024年11月10日 - 2024年11月17日        | 菅叶和、月音こな                       | 楡井希実                                                      | 来栖は体調不良のため欠席                                  |
| 8 - 13                                                 | 2024年11月24日 - 2024年12月29日        | 菅叶和、月音こな、来栖りん             | なし                                                          |                                                           |
| かんかん＆りんりん＆こなこなのみらくら進路相談室ラジオ |                                        |                                        |                                                               |                                                           |
| 1 - 8                                                  | 2025年1月19日 - 2025年3月9日           | 菅叶和、月音こな、来栖りん             | なし                                                          | 第7回のみ月音がコントロールルームでディレクションを実施。 |
| 9 - 10                                                 | 2025年3月16日 - 2025年3月23日          | 菅叶和、月音こな、来栖りん             | 花宮初奈、佐々木琴子                                          |                                                           |
| 11                                                     | 2025年3月30日                          | 菅叶和、月音こな、来栖りん             | なし                                                          |                                                           |
| かんかん＆りんりんのきまっし!!みらぱ！の部屋ラジオ     |                                        |                                        |                                                               |                                                           |
| 1 - 2                                                  | 2025年4月6日 - 2025年4月13日           | 菅叶和、来栖りん                       | なし                                                          |                                                           |
| 3 - 6                                                  | 2025年4月20日 - 2025年5月11日          | 菅叶和、来栖りん                       | 三宅美羽、進藤あまね                                          |                                                           |
| 7 - 10                                                 | 2025年5月18日 - 2025年6月8日           | 菅叶和、来栖りん                       | 櫻井陽菜、葉山風花                                            |                                                           |
| 11 - 13                                                | 2025年6月15日 - 2025年6月29日          | 菅叶和、来栖りん                       | 楡井希実、野中ここな                                          |                                                           |
| 14                                                     | 2025年7月6日                           | 菅叶和                                 | 楡井希実、野中ここな                                          | 来栖はスケジュール都合により欠席                          |
| 15 - 16                                                | 2025年7月13日 - 2025年7月20日          | 菅叶和、来栖りん                       | なし                                                          |                                                           |
| 17 - 18                                                | 2025年7月27日 - 2025年8月3日           | 菅叶和                                 | 野中ここな、葉山風花、三宅美羽                                | るりちーむ（仮）として進行。                              |
| 19 -                                                   | 2025年8月10日 -                        | 来栖りん                               | 楡井希実、櫻井陽菜、進藤あまね                                | ひめちーむ（仮）として進行。                              |

## ライブ・イベント
蓮ノ空女学院スクールアイドルクラブ 声優メンバーが出演した主要なイベントを挙げる。

### ナンバリングライブ
ナンバリングライブのタイトルには他のグループのように○th(回数) Love Live!という表記は使用されていない。

### ラブライブ！シリーズ合同ライブ
U-NEXT MUSIC FES LoveLive! Series EXPO 2025 STAGE ～Right now!～については、「ゲスト出演ライブ・イベント」の節を参照。
| 公演年 | タイトル                                      | 出演メンバー                                | 出演日・会場                           | 補足                 |
| ------ | --------------------------------------------- | ------------------------------------------- | -------------------------------------- | -------------------- |
| 2024年 | LoveLive! Series Presents ユニット甲子園 2024 | スリーズブーケ DOLLCHESTRA みらくらぱーく！ | 3月9日・10日 Kアリーナ横浜（神奈川県） | 有料生配信も同時実施 |
| 2025年 | LoveLive! Series Asia Tour 2024 横浜公演      | 蓮ノ空女学院スクールアイドルクラブ          | 2月1日・2日 Kアリーナ横浜（神奈川県）  | 有料生配信も同時実施 |

### その他ソロイベント
| 公演年 | タイトル                                                                                           | 出演メンバー                                | 公演日・会場                                              |
| ------ | -------------------------------------------------------------------------------------------------- | ------------------------------------------- | --------------------------------------------------------- |
| 2023年 | デビューミニアルバム発売記念イベント「Dream Believers」                                            | 蓮ノ空女学院スクールアイドルクラブ          | 4月21日 豊洲PIT（東京都）                                 |
| 2023年 | ラブライブ！蓮ノ空女学院スクールアイドルクラブ OPENING LIVE EVENT～Bloom the Dream～               | 蓮ノ空女学院スクールアイドルクラブ          | 6月4日 パシフィコ横浜 国立大ホール（神奈川県）            |
| 2024年 | ラブライブ！蓮ノ空女学院スクールアイドルクラブ みらくらぱーく！ラジオ公開録音 ～夏の大補習まつり～ | みらくらぱーく！ スリーズブーケ DOLLCHESTRA | 全3公演：8月23日・ 24日 ヒューリックホール東京 （東京都） |
| 2024年 | ラブライブ！蓮ノ空女学院スクールアイドルクラブ 103期Fes×ReC：LIVE ～first crossing～               | 蓮ノ空女学院スクールアイドルクラブ          | 全4公演：9月12日・ 13日 Zepp Haneda(TOKYO)（東京都）      |
| 2024年 | ラブライブ！蓮ノ空女学院スクールアイドルクラブ Live & Fan Meeting TRY TRY UNITY!!!                 | 蓮ノ空女学院スクールアイドルクラブ          | 12月21日・ 22日 両国国技館（東京都）                      |
| 2025年 | ラブライブ！蓮ノ空女学院スクールアイドルクラブ 103期Fes×ReC：LIVE ～first crossing～【追加公演】   | 蓮ノ空女学院スクールアイドルクラブ          | 全4公演：1月23日・ 24日 Zepp Osaka Bayside（大阪府）      |

### ゲスト出演ライブ・イベント
| 公演年 | タイトル                                                                                               | 出演メンバー                       | 出演日・会場                                             |
| ------ | --- | ---------------------------------- | -------------------------------------------------------- |
| 2023年 | AnimeJapan2023AJステージ『ラブライブ！シリーズ合同スペシャルステージ』                                 | 蓮ノ空女学院スクールアイドルクラブ | 3月25日 東京ビッグサイト（東京都）                       |
| 2023年 | SUMMER STATION 音楽LIVE                                                                                | 蓮ノ空女学院スクールアイドルクラブ | 7月29日 六本木ヒルズアリーナ（東京都）                   |
| 2023年 | バズリズム LIVE V 2023                                                                                 | 蓮ノ空女学院スクールアイドルクラブ | 7月29日 池袋HUMAXシネマズ（東京都）                      |
| 2023年 | 明治安田生命J2リーグ 第41節 ツエーゲン金沢 vs 大分トリニータ                                           | 楡井希実、野中ここな、菅叶和       | 11月4日 石川県西部緑地公園陸上競技場（石川県）           |
| 2023年 | 異次元フェス アイドルマスター★♥ラブライブ!歌合戦                                                       | 蓮ノ空女学院スクールアイドルクラブ | 12月9日・10日 東京ドーム（東京都）                       |
| 2024年 | 明治安田J3リーグ 第18節 ツエーゲン金沢 vs ギラヴァンツ北九州                                           | 楡井希実、櫻井陽菜                 | 6月23日 金沢ゴーゴーカレースタジアム（石川県）           |
| 2024年 | ラブライブ！シリーズ×パ・リーグ6球団 コラボ試合 オリックス・バファローズ vs 北海道日本ハムファイターズ | 菅叶和、月音こな                   | 7月7日 京セラドーム大阪（大阪府）                        |
| 2024年 | TUBEOUT! in Los Angeles 2024 ~Virtual Live Concert~                                                    | 蓮ノ空女学院スクールアイドルクラブ | 7月7日 The Novo（ アメリカ合衆国・ロサンゼルス）         |
| 2024年 | TUBEOUT in Shanghai 2024 ~Virtual Live Concert~                                                        | 蓮ノ空女学院スクールアイドルクラブ | 7月12日 上海国家会展中心（ 中国・上海市）                |
| 2024年 | アニメ・スタいしかわ 蓮ノ空女学院スクールアイドルクラブ トークライブ                                   | 花宮初奈、佐々木琴子、月音こな     | 8月18日 北國新聞赤羽ホール（石川県）                     |
| 2024年 | Animelo Summer Live 2024 -Stargazer-                                                                   | 蓮ノ空女学院スクールアイドルクラブ | 8月31日 さいたまスーパーアリーナ（埼玉県）               |
| 2024年 | 明治安田J3リーグ 第33節 ツエーゲン金沢 vs アスルクラロ沼津 ラブライブ!ダービー!!                       | 野中ここな、葉山風花               | 10月20日 金沢ゴーゴーカレースタジアム（石川県）          |
| 2024年 | 石川県立図書館×ツエーゲン金沢 パブリックビューイング                                                   | 楡井希実                           | 10月26日 石川県立図書館（石川県）                        |
| 2025年 | 明治安田J3リーグ 第21節 ツエーゲン金沢 vs ヴァンラーレ八戸                                             | 櫻井陽菜、来栖りん                 | 7月19日 金沢ゴーゴーカレースタジアム（石川県）           |
| 2025年 | U-NEXT MUSIC FES LoveLive! Series EXPO 2025 STAGE ~Right now!~                                         | 蓮ノ空女学院スクールアイドルクラブ | 8月14日 大阪・関西万博EXPOアリーナ 「Matsuri」（大阪府） |

### ユニットメンバー
1. 1 2 3 4 5 6 7 8 9 10 11 12  日野下花帆（楡井希実）、村野さやか（野中ここな）、乙宗梢（花宮初奈）、夕霧綴理（佐々木琴子）、大沢瑠璃乃（菅叶和）、藤島慈（月音こな）
2. 1 2 3 4 5 6 7 8 9 10 11 12 13 14 15 16  日野下花帆（楡井希実）、村野さやか（野中ここな）、乙宗梢（花宮初奈）、夕霧綴理（佐々木琴子）、大沢瑠璃乃（菅叶和）、藤島慈（月音こな）、百生吟子（櫻井陽菜）、徒町小鈴（葉山風花）、安養寺姫芽（来栖りん）
3. 1 2 3 4  日野下花帆（楡井希実）、村野さやか（野中ここな）、大沢瑠璃乃（菅叶和）、百生吟子（櫻井陽菜）、徒町小鈴（葉山風花）、安養寺姫芽（来栖りん）、セラス・柳田・リリエンフェルト（三宅美羽）、桂城泉（進藤あまね）
4. 1 2 3 4 5  日野下花帆（楡井希実）、乙宗梢（花宮初奈）
5. 1 2 3 4 5  日野下花帆（楡井希実）、乙宗梢（花宮初奈）、百生吟子（櫻井陽菜）
6. 1 2 3 4 5  村野さやか（野中ここな）、夕霧綴理（佐々木琴子）
7. 1 2 3 4 5  村野さやか（野中ここな）、夕霧綴理（佐々木琴子）、徒町小鈴（葉山風花）
8. 1 2 3  大沢瑠璃乃（菅叶和）、藤島慈（月音こな）
9. 1 2 3 4  大沢瑠璃乃（菅叶和）、藤島慈（月音こな）、安養寺姫芽（来栖りん）
10. 1 2 3  セラス・柳田・リリエンフェルト（三宅美羽）、桂城泉（進藤あまね）
11. ↑  日野下花帆（楡井希実）、百生吟子（櫻井陽菜）
12. ↑  村野さやか（野中ここな）、徒町小鈴（葉山風花）
13. ↑  大沢瑠璃乃（菅叶和）、安養寺姫芽（来栖りん）
14. ↑  夕霧綴理（佐々木琴子）、大沢瑠璃乃（菅叶和）
15. ↑  日野下花帆（楡井希実）、藤島慈（月音こな）
16. ↑  村野さやか（野中ここな）、乙宗梢（花宮初奈）